# Bertil Norgren
Karl Bertil Norgren, född den 7 januari 1905 i Nyland, Ytterlännäs församling, Västernorrlands län, död den 2 april 1982 i Stockholm, var en svensk tidningsman. Han var bror till Carl Arthur Norgren.
Norgren avlade studentexamen 1923, var student vid Uppsala universitet 1923–1925 och blev diplomerad från Handelshögskolan i Stockholm 1927. Han var anställd vid Dynäs aktiebolag 1927-1931, vid Härnösands-Posten 1931–1935 och vid Högerns riksorganisation 1935–1938. Norgren var verkställande direktör för Nya Dagligt Allehanda 1938–1944. Han blev ekonomichef på den nystartade Expressen 1944 och var vice verkställande direktör där 1946–1966.